# Koło podbiegunowe

Mapa świata z zaznaczonymi kołami podbiegunowymi

Mapa Arktyki (niebieska linia przerywana – koło podbiegunowe północne)

Mapa Antarktyki (niebieska linia przerywana – koło podbiegunowe południowe)

Koło podbiegunowe, krąg polarny – równoleżnik ziemski o szerokości geograficznej 66°33'39"N (na półkuli północnej) lub 66°33'39"S (na półkuli południowej).
Koło podbiegunowe jest nieustannie w ruchu i zmienia nieznacznie swoją szerokość geograficzną. Przez ostatni milion lat granica ta zmieniała się o blisko 250 km (65,5°–67,7°N i S). Obecnie (do roku 2015) północne koło podbiegunowe przesuwa się na północ a południowe na południe. 1 grudnia 2013 roku znajdowało się na szerokości odpowiednio 66°33'45,066"N i 66°33'45,066"S (według wzoru astronoma Jacques’a Laskara).
Na kole podbiegunowym Słońce powinno znajdować się na horyzoncie, gdy nad zwrotnikiem Raka lub Koziorożca znajduje się ono w zenicie. W rzeczywistości Słońce jest widoczne wówczas trochę wyżej z powodu refrakcji. Odległość koła podbiegunowego od bieguna wynika z nachylenia osi obrotu Ziemi do płaszczyzny ekliptyki. Gdyby to nachylenie było większe niż 45°, koła podbiegunowe znajdowałyby się bliżej równika niż zwrotniki – taka konfiguracja istnieje na Uranie.
Na wyższych szerokościach geograficznych w dniach przesilenia letniego lub zimowego Słońce przez całą dobę znajduje się pod horyzontem – odpowiednio na półkuli północnej na przełomie czwartego kwartału i pierwszego kwartału następnego roku, na południowej – na przełomie drugiego i trzeciego kwartału, gdy panuje tam zima. Występuje tam wówczas noc polarna. Sytuacja odwrotna, kiedy Słońce znajduje się cały czas ponad horyzontem, to dzień polarny.
Ze względu na zjawisko refrakcji atmosferycznej obszary występowania nocy polarnych i dni polarnych nie pokrywają się ze sobą. Obszar występowania dni polarnych jest nieco większy niż obszar zawarty wewnątrz koła podbiegunowego i zaczyna się od 65°42', zaś obszar nocy polarnych jest nieco mniejszy i zaczyna się od 67°24'.